# Heterarmia polioleuca
Heterarmia polioleuca là một loài bướm đêm trong họ Geometridae.